# Sybra bicristipennis
Sybra bicristipennis är en skalbaggsart som beskrevs av Stefan von Breuning 1961. Sybra bicristipennis ingår i släktet Sybra och familjen långhorningar.
Artens utbredningsområde är Filippinerna. Inga underarter finns listade i Catalogue of Life.